# Zapalenie błon płodowych i łożyska
Zapalenie błon płodowych i łożyska (łac., ang. chorioamnionitis) – stan zapalny w czasie ciąży obejmujący kosmówkę i owodnię. Jest czynnikiem ryzyka leukomalacji okołokomorej i mózgowego porażenia dziecięcego u noworodka, a także zakażenia narządu rodnego u kobiety.
W przypadku porodów terminowych zapalenie błon płodowych i łożyska wywołuje powikłania z częstotliwością 1:30, jednak przy porodach przedterminowych - 1:4.
Bez zastosowania leczenia, zapalenie błon płodowych i łożyska wywołuje sepsę u noworodka z częstotliwością 1:5.
Wystąpienie choroby u płodu nie wywołuje objawów zapalenia u matki.
Udowodniono korelację pomiędzy wystąpieniem zapalenia błon płodowych i łożyska, a przetrwałym przewodem Botalla.
Głównym objawem zapalenia jest zaburzony rozrost drzewa oskrzelowego u płodu, powiązany z nadprodukcją lipidów w surfaktancie pęcherzyków płucnych.

## Etiopatogeneza
Najczęściej do zapalenia doprowadzają bakterie:
- Ureaplasma (47%)
- Mycoplasma (30%)
- Gardnerella vaginalis (25%)

Rzadziej przyczynami są bakterie E. coli (8%) i Streptococcus (15%).
Zapalenie jest wywoływane przez bakterie, które nie są zwyczajowo klasyfikowane jako patogeny. Dowiedziono także, że ich obecność nie zawsze powoduje przedterminowy poród oraz zapalenie błon płodowych i łożyska.
Na modelu zwierzęcym owcy udowodniono, że zapalenie może być sztucznie indukowane poprzez wzrost stężenia substancji z grupy interleukin (IL-1β i IL-1α) oraz lipopolisacharydu.
Na modelu zwierzęcym małpy udowodniono, że zapalenie może być sztucznie indukowane poprzez wzrost stężenia substancji z grupy interleukin (IL-1β) oraz TNF, ale efektu tego nie wywołały już interleukiny IL-6 i IL-8.

## Leczenie
Z uwagi na bakteryjną etiologię choroby w leczeniu stosuje się antybiotyki. Zalecane są:
- aminopenicyliny
- gentamycyna
- klindamycyna
- metronidazol